# Джибути на летних Олимпийских играх 1984
Джибути принимала участие в Летних Олимпийских играх 1984 года в Лос-Анджелесе (США) в первый раз за свою историю, но не завоевала ни одной медали. Страну представляли три марафонца.

## Лёгкая атлетика
Спортсменов — 3
Мужчины
| Спортсмен               | Вид     | Результат | Место |
| ----------------------- | ------- | --------- | ----- |
| Джама Роблех            | Марафон | 2:11.39   | 9     |
| Ахмед Салах             | Марафон | 2:15.59   | 20    |
| Омар Абдиллахи Чармарке | Марафон | 2:19.11   | 32    |